# کاستلدلفینو
کاستلدلفینو (به ایتالیایی: Casteldelfino) یک کومونه در ایتالیا است که در استان کونیو واقع شده‌است.

## خصوصیات
کاستلدلفینو ۳۳٫۴ کیلومترمربع مساحت و ۱۸۰ نفر جمعیت دارد و ۱٬۲۹۶ متر بالاتر از سطح دریا واقع شده‌است.